# Епархия Сучжоу
 Епархия Сучжоу  (лат. Dioecesis Suceuvensis) — епархия Римско-католической церкви с центром в городе Сучжоу, Китай. Епархия Сучжоу входит в митрополию Нанкина. Кафедральным собором епархии Сучжоу является церковь Пресвятой Девы Марии Семи Скорбей в городе Сучжоу. С 1950 года кафедра епархии является Sede vacante.

## История
11 апреля 1946 года Римский папа Пий XII издал буллу «Quotidie Nos», которой учредил епархию Сучжоу, выделив её из епархии Шанхая. С 15 июля 1950 года Апостольским администратором епархии был назначен епископ Игнатий Гун Пиньмэй.

## Ординарии епархии
- епископ Joseph Xu Honggen (11.04.1946 — 15.07.1950)
- кардинал Игнатий Гун Пиньмэй (15.07.1950 — 12.03.2000) — апостольский администратор
  - Sede vacante (c 12.03.2000 — по настоящее время)

## Источник
- Annuario Pontificio, Libreria Editrice Vaticana, Città del Vaticano, 2003, ISBN 88-209-7422-3
- Булла Quotidie Nos, AAS 38 (1946), стр. 301  (лат.)